# 1958 au Royaume-Uni
Événements qui se sont déroulés en 1958 au Royaume-Uni.

## Gouvernement
- Monarque : Élisabeth II
- Premier ministre : Harold Macmillan

## Événement
- 20 février : le gouvernement annonce ses plans de fermer le chantier naval vieux de 300 ans à Sheerness sur l'île de Sheppey ce qui causerait la perte de 2 500 emplois
- 2 mars : une équipe britannique menée par Sir Vivian Fuchs complète la première traversée de l'Antarctique en 99 jours en utilisant des tracteurs à chenilles Sno-Cat et des équipages de chien de traîneau
- 21 mars : ouverture du London Planetarium (en), le premier planétarium en Grande-Bretagne
- 4 juin : le prix du duc d'Édimbourg est présenté pour la première fois au palais de Buckingham
- 9 juin : la reine rouvre officiellement l'aéroport de Gatwick qui a été agrandi au coût de plus de 7 millions de livres
- 10 juillet : les premiers parcomètres sont installés en Grande-Bretagne
- 17 juillet : des parachutistes britanniques arrivent en Jordanie après que le roi Hussein ait demandé de l'aide pour faire pression sur l'Irak
- 18 au 26 juillet : les Jeux de l'Empire britannique et du Commonwealth se tiennent à Cardiff
- 26 juillet : la reine donne à son fils Charles le titre de prince de Galles
- 1er octobre : la souveraineté de l'île Christmas est transféré du Royaume-Uni à l'Australie